# 德魯爾斯堡 (印地安納州)
德魯爾斯堡（英語：Drewersburg）是位於美國印地安納州富蘭克林縣的一個非建制地區。該地的面積和人口皆未知。